# Slovenské Pravno
Slovenské Pravno es un municipio del distrito de Turčianske Teplice en la región de Žilina, Eslovaquia, con una población estimada a final del año 2024 de 878 habitantes.
Se encuentra ubicado al suroeste de la región, cerca del curso alto del río Váh (cuenca hidrográfica del Danubio) y de la frontera con las regiones de Banská Bystrica y Trenčín.

## Demografía
| Año        | 1994 | 2004    | 2014    | 2024    |
| ---------- | ---- | ------- | ------- | ------- |
| Población  | 957  | 952     | 940     | 878     |
| Diferencia |      | −0,52 % | −1,26 % | −6,59 % |

| Año        | 2023 | 2024    |
| ---------- | ---- | ------- |
| Población  | 887  | 878     |
| Diferencia |      | −1,01 % |